# سانتا كروز (كاليفورنيا)
سانتا كروز هي مقر المقاطعة وأكبر مدينة في مقاطعة سانتا كروز.

## المناخ
يظهر الجدول التالي التغييرات المناخية على مدار السنة لسانتا كروز:
| البيانات المناخية لـسانتا كروز    | البيانات المناخية لـسانتا كروز | البيانات المناخية لـسانتا كروز | البيانات المناخية لـسانتا كروز | البيانات المناخية لـسانتا كروز | البيانات المناخية لـسانتا كروز | البيانات المناخية لـسانتا كروز | البيانات المناخية لـسانتا كروز | البيانات المناخية لـسانتا كروز | البيانات المناخية لـسانتا كروز | البيانات المناخية لـسانتا كروز | البيانات المناخية لـسانتا كروز | البيانات المناخية لـسانتا كروز | البيانات المناخية لـسانتا كروز |
| الشهر                             | يناير                          | فبراير                         | مارس                           | أبريل                          | مايو                           | يونيو                          | يوليو                          | أغسطس                          | سبتمبر                         | أكتوبر                         | نوفمبر                         | ديسمبر                         | المعدل السنوي                  |
| --------------------------------- | ------------------------------ | ------------------------------ | ------------------------------ | ------------------------------ | ------------------------------ | ------------------------------ | ------------------------------ | ------------------------------ | ------------------------------ | ------------------------------ | ------------------------------ | ------------------------------ | ------------------------------ |
| الدرجة القصوى °ف (°م)             | 83 (28)                        | 89 (32)                        | 90 (32)                        | 97 (36)                        | 98 (37)                        | 106 (41)                       | 105 (41)                       | 108 (42)                       | 108 (42)                       | 103 (39)                       | 92 (33)                        | 87 (31)                        | 108 (42)                       |
| متوسط درجة الحرارة الكبرى °ف (°م) | 60.6 (15.9)                    | 62.3 (16.8)                    | 64.4 (18.0)                    | 67.5 (19.7)                    | 70.1 (21.2)                    | 72.9 (22.7)                    | 73.4 (23.0)                    | 74.3 (23.5)                    | 74.5 (23.6)                    | 71.5 (21.9)                    | 64.9 (18.3)                    | 60.0 (15.6)                    | 68.0 (20.0)                    |
| المتوسط اليومي °ف (°م)            | 49.6 (9.8)                     | 51.6 (10.9)                    | 53.3 (11.8)                    | 55.6 (13.1)                    | 58.3 (14.6)                    | 61.4 (16.3)                    | 62.9 (17.2)                    | 63.2 (17.3)                    | 63.0 (17.2)                    | 59.8 (15.4)                    | 54.4 (12.4)                    | 50.1 (10.1)                    | 56.9 (13.8)                    |
| متوسط درجة الحرارة الصغرى °ف (°م) | 40.8 (4.9)                     | 42.7 (5.9)                     | 44.0 (6.7)                     | 45.5 (7.5)                     | 48.6 (9.2)                     | 51.5 (10.8)                    | 53.7 (12.1)                    | 53.9 (12.2)                    | 52.6 (11.4)                    | 49.0 (9.4)                     | 44.3 (6.8)                     | 40.8 (4.9)                     | 47.3 (8.5)                     |
| أدنى درجة حرارة °ف (°م)           | 15 (−9)                        | 22 (−6)                        | 28 (−2)                        | 29 (−2)                        | 28 (−2)                        | 34 (1)                         | 36 (2)                         | 38 (3)                         | 26 (−3)                        | 20 (−7)                        | 26 (−3)                        | 19 (−7)                        | 15 (−9)                        |
| الهطول إنش (مم)                   | 6.40 (163)                     | 6.24 (158)                     | 4.67 (119)                     | 1.99 (51)                      | 0.85 (22)                      | 0.19 (4.8)                     | 0.01 (0.25)                    | 0.04 (1.0)                     | 0.27 (6.9)                     | 1.44 (37)                      | 3.75 (95)                      | 5.68 (144)                     | 31.53 (801.95)                 |
| متوسط أيام هطول الأمطار           | 10.6                           | 10.9                           | 10.0                           | 5.9                            | 3.3                            | 1.3                            | 0.3                            | 0.7                            | 1.5                            | 3.5                            | 7.5                            | 10.7                           | 66.2                           |
| المصدر #1: NOAA                   |                                |                                |                                |                                |                                |                                |                                |                                |                                |                                |                                |                                |                                |
| المصدر #2: Weatherbase            |                                |                                |                                |                                |                                |                                |                                |                                |                                |                                |                                |                                |                                |

## أعلام
- هايدن وايت
- سكيب سبينس
- جون هويت
- أدريان ريتش
- كريس شارما
- بيفرلي غارلاند
- سكوت وايلاند
- آدم سكوت
- ديفيد هوفمان
- ماريسا ميلر